# Эрнст Фридрих (маркграф Баден-Дурлаха)
Эрнст Фридрих Баден-Дурлахский (17 октября 1560[…], Дурлах — 14 апреля 1604[…], Ремхинген, Карлсруэ) — правитель северной части маркграфства Баден-Дурлах с 1584 года до своей смерти; в 1577—1584 годах регентом была его мать Анна Фельденцская. Основатель первой Академической гимназии в маркграфстве.

## Биография
Эрнст Фридрих был старшим сыном Карла II, маркграфа Баден-Дурлаха, и Анны Фельденцской. С 1577  года он получал образование при дворе своего опекуна Людвига III, герцога Вюртемберга.
После смерти его отца был сформирован регентский совет, в который входили его мать Анна, курфюрст Пфальца Людовик VI (до 1583 года), герцог Филипп Людвиг Пфальц-Нейбургский и герцог Вюртемберга Людвиг III. Совет управлял маркграфством Баден-Дурлах от его имени, пока Эрнст Фридрих не достиг совершеннолетия.
Эрнст Фридрих и второй по старшинству сын Карла II, Якоб, оба хотели править этими владениями. Завещание Карла II запрещало раздел территорий, но оно не было подписано и скреплено печатью, поэтому опекуны решили уступить сыновьям покойного маркграфа. Эрнст Фридрих получил Нижний Баден, в том числе крупные города Дурлах и Пфорцхайм.
Его младшие братья Яков и Георг Фридрих также получили владения. Маркграфство Баден-Хахберг вернулось к Эрнсту Фридриху в 1590 году после смерти Якова. Его младший брат Георг Фридрих смог воссоединить маркграфство Баден-Дурлах после смерти Эрнста Фридриха.
21 декабря 1585 года Эрнст Фридрих женился на Анне Ост-Фрисландской (1562—1621), дочери Эдцарда II и шведской принцессы Катарины Вазы, вдове своего опекуна Людвига VI Пфальцского. Брак был бездетным.